# Пандерміт
Пандермі́т — мінерал, водний борат кальцію.

## Загальний опис
Хімічна формула:
- 1. За Є. Лазаренком: Ca2[B5O2(OH)5]•3H2O.
- 2. За Ґ. Штрюбелем, З. Ціммером: Ca4B10O19•7H2O.

Містить (%): CaO — 32,15; B2O3 — 48,44; H2O −19,42.
Сингонія триклінна. Спайність ясна і недосконала. Утворює тонкозернисті, тонкокристалічні, іноді мармуровидні маси, коломорфні агрегати, ідіоморфні кристали відсутні. Густина 2,42. Твердість 3,0—3,5. Колір білий. Блиск скляний, на зламах тьмяний. Злам землистий до раковистого. Осадовий, хемогенний.
Знайдений у родовищі Султан-Чейр поблизу порту Пандерма на Мармуровому морі (Туреччина), в Західному Казахстані (оз. Індер), Фьорніс-Крік, оз. Іньо (штат Каліфорнія, США). Супутній мінерал — гіпс.
За назвою порту Пандерма (Cf. C. G. Warnford Lock, 1880).
Синоніими: прайсеїт, прісеїт.